# La Croix et la Bannière
Pour plus de détails, voir Fiche technique et Distribution.
La Croix et la Bannière est un film français réalisé par Philippe Ducrest et sorti en 1962.

## Fiche technique
- Titre : La Croix et la Bannière
- Réalisation : Philippe Ducrest
- Scénario : Philippe Ducrest et Jean-Louis Curtis
- Photographie : Marc Fossard
- Musique : Jean Françaix
- Pays de production :  France
- Société de production : Films Saint-Germain
- Format : Noir et blanc
- Durée : 92 minutes
- Date de sortie : France - 7 mars 1962

## Distribution
- Eveline Eyfel : Gaël
- Michel Galabru : Bob
- Michel Bardinet : Jacques